# Romeo Gontineac
Romeo Ștefan Gontineac (Hlipiceni, 18 de dezembro de 1973) é um ex-jogador romeno de rugby union que atuava na posição de centro.
Gontineac jogou 76 vezes pela Romênia, de 1995 a 2008, participando das quatro Copas do Mundo de Rugby no período, chegando a ser capitão. Esteve também no mundial seguinte, desta vez como treinador; é quem mais esteve presente em Copas pelo país. Jogou 14 vezes no torneio, por uma seleção que nunca passou da primeira fase.